# Geothrix alkalitolerans
Geothrix alkalitolerans es una especie de  bacteria gramnegativa del género Geothrix. Fue descrita en el año 2023. Su etimología hace referencia a tolerancia al álcali. Es anaerobia e inmóvil. Forma colonias pequeñas, circulares y de color naranja en agar R2A. Temperatura de crecimiento entre 20-37 °C, óptima de 30 °C. Catalasa y oxidasa negativas. Tiene un genoma de 3,4 Mpb y un contenido de G+C de 68,05%. Se ha aislado del suelo de un arrozal en la provincia de Fujian, China. 